# Dálnice M31 (Maďarsko)
Dálnice M31 je 12 km dlouhá dálniční propojka mezi dálničním okruhem Budapešti M0 a dálnicí M3 východně od Budapešti. Stavba byla započata v roce 2009 a ukončena v červnu 2010. Výrazně zkracuje trasu z jižní části dálničního okruhu M0 na dálnici M3 a ulehčuje východní části okruhu M0. Vede mezi městy Nagytarcsa a Gödöllő.